# 克努兹·费尔梅伦
克努兹·费尔梅伦（丹麥語：Knud Vermehren，1890年12月19日—1985年1月1日），丹麦男子竞技体操运动员。他曾代表丹麦获得1920年夏季奥运会体操比赛男子团体自由式金牌。他于1985年在根措夫特去世。